# Вишомирскис, Романас Миколович
Романас Миколович Вишомирскис (лит. Romanas Višomirskis, 17 февраля 1928, Вильнюс — 8 июля 1995, там же) — советский литовский химик, доктор химических наук, академик Академии наук Литовской ССР.

## Биография
С 1951 года находился на хозяйственной, общественной и политической работе. В 1951—1995 гг. — научный сотрудник в секторе электрохимии, заведующий лабораторией цинкования и кадмия Института химии и химической технологии Академии наук Литовской ССР, заведующий отделом электрохимии металлов и лабораторией электрохимии межфазных слоев Института химии Литовской академии наук.

### Увлечение
Вишомирскис был квалифицированным шахматистом и неоднократно участвовал в чемпионатах Литовской ССР. В 1945 г. он завоевал бронзовую медаль республиканского чемпионата, пропустив вперед только В. И. Микенаса и А. К. Толуша (партия с Толушем закончилась вничью). Также он в составе сборной республики участвовал в командных чемпионатах СССР 1948, 1955 и 1958 гг.

#### Спортивные результаты
| Год         | Город         | Соревнование                                                | + | - | = | Результат | Место |
| ----------- | ------------- | ----------------------------------------------------------- | - | - | - | --------- | ----- |
| 1945        | Каунас        | Чемпионат Литовской ССР                                     | 6 | 3 | 1 | 6½ из 10  | 3     |
| 1947        | Вильнюс       | Чемпионат Литовской ССР                                     | 4 | 7 | 2 | 5 из 13   | 9     |
| 1948        | Вильнюс       | Чемпионат Литовской ССР                                     | 8 | 4 | 3 | 9½ из 15  | 6     |
|             | Москва        | Командный чемпионат СССР (сборная Литовской ССР, 4-я доска) | 2 | 1 | 2 | 3 из 5    |       |
| 1949        | Вильнюс       | Чемпионат Литовской ССР                                     | 6 | 4 | 6 | 9 из 16   | 6     |
|             | Москва        | Четвертьфинал 18-го чемпионата СССР                         |   |   |   | 6½ из 15  | 9—10  |
| 1950        | Вильнюс       | Чемпионат Литовской ССР                                     | 6 | 5 | 3 | 7½ из 14  | 7     |
| 1951        | Вильнюс       | Чемпионат Литовской ССР                                     | 3 | 6 | 5 | 5½ из 14  | 11—12 |
| 1951 / 1952 | Ленинград     | Четвертьфинал 20-го чемпионата СССР                         |   |   |   | 5½ из 15  | 14    |
| 1952        | Вильнюс       | Чемпионат Литовской ССР                                     | 6 | 2 | 5 | 8½ из 13  | 5     |
| 1953        | Вильнюс       | Чемпионат Литовской ССР                                     | 9 | 2 | 6 | 12 из 17  | 4—5   |
| 1955        | Вильнюс       | Чемпионат Литовской ССР                                     | 1 | 5 | 9 | 5½ из 15  | 13—14 |
|             | Ворошиловград | Командный чемпионат СССР (сборная Литовской ССР, 5-я доска) | 2 | 1 | 6 | 5 из 9    |       |
| 1958        | Вильнюс       | Командный чемпионат СССР (сборная Литовской ССР, запасной)  |   |   |   |           |       |
| 1959        | Вильнюс       | Чемпионат Литовской ССР                                     | 5 | 8 | 3 | 6½ из 16  | 11    |